# IC 4900/1
IC 4900/1 је спирална галаксија у сазвијежђу Телескоп која се налази на листи објеката дубоког неба у Индекс каталогу.
Деклинација објекта је - 51° 20' 45" а ректасцензија 19h 50m 22,0s. Привидна величина (магнитуда) објекта IC 4900 износи 15,4 а фотографска магнитуда 16,2. IC 49001 је још познат и под ознакама ESO 233-2, AM 1946-512, PGC 63718.